# Caroline Norton

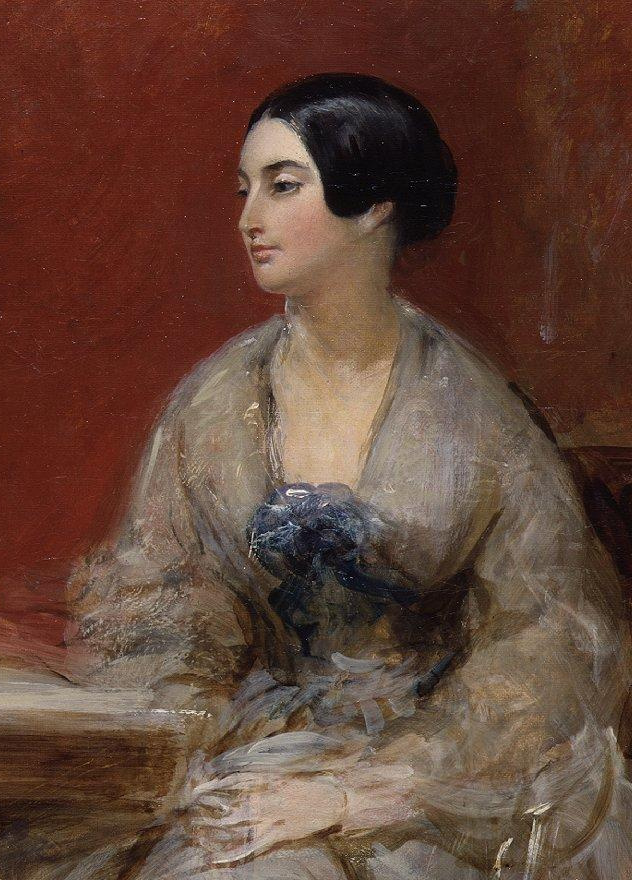
Caroline Norton

Caroline Elizabeth Sarah Norton, Lady Stirling-Maxwell(n. 22 martie 1808, Londra, Regatul Unit al Marii Britanii și Irlandei – d. 15 iunie 1877, Londra, Regatul Unit al Marii Britanii și Irlandei) a fost o activă reformatoare socială și scriitoare engleză. Și-a părăsit soțul în 1836, care l-a dat în judecată pe prietenul ei apropiat Lord Melbourne, pe atunci prim-ministru al Partidului Whig, pentru conversație criminală (adulter). Juriul a respins cererea, dar ea nu a reușit să obțină divorțul și i s-a refuzat accesul la cei trei fii ai săi. Campania lui Caroline Nortin a dus la adoptarea Legii privind custodia copiilor din 1839, a Legii privind cauzele matrimoniale din 1857 și a Legii privind proprietatea femeilor căsătorite din 1870. A fost model pentru fresca "Justice" pictata in Camera Lorzilor a Parlamentului Regatului Unit, realizată de Daniel Maclise, care a ales-o ca victimă celebră a nedreptății.

## Tinerețe și căsătorie
Caroline Norton s-a născut la Londra, din familia lui Thomas Sheridan și a romancierei Caroline Henrietta Callander. Tatăl ei a fost actor, soldat și administrator colonial, fiul proeminentului dramaturg irlandez și om de stat al Partidului Whig Richard Brinsley Sheridan și al soției sale Elizabeth Ann Linley. Mama scoțiană a lui Caroline era fiica unui domn care detinea pamant, colonelul Sir James Callander de Craigforth, și a lui Lady Elizabeth MacDonnell, sora unui pair irlandez, primul marchiz de Antrim. Doamna Sheridan este autoarea a trei romane scurte descrise de unul dintre biografii fiicei sale ca fiind "destul de rigide în stilul secolului al XVIII-lea, dar niciuna fără un anumit farmec și spirit....".
În 1817, tatăl ei a murit în Africa de Sud, în timp ce lucra ca secretar colonial la Capul Bunei Speranțe. Familia sa a rămas aproape fără niciun ban. Prințul Frederick, Duce de York și Albany, un vechi prieten al bunicului ei, a aranjat ca ei să locuiască la Palatul Hampton Court într-un apartament "grație și favoare" timp de câțiva ani.
Frumusețea și realizările combinate ale surorilor Sheridan au făcut ca acestea să fie denumite colectiv cele trei "Grații". Cea mai mare, Helen, a fost o compozitoare care s-a căsătorit cu Price Blackwood, al patrulea baron Dufferin și Claneboye. Prin intermediul ei, Caroline a devenit mătușa lui Frederick Hamilton-Temple-Blackwood, primul marchiz de Dufferin și Ava, mai târziu al treilea guvernator general al Canadei și al optulea vicerege al Indiei. Sora ei mai mică, Georgiana, văzută ca fiind cea mai frumoasă, s-a căsătorit mai târziu cu Edward Seymour, al 12-lea Duce de Somerset.
În 1827, s-a căsătorit cu George Chapple Norton, avocat, deputat de Guildford și fratele mai mic al Lordului Grantley. George a fost un soț gelos și posesiv, predispus la crize violente de beție. Unirea s-a dovedit repede nefericită din cauza abuzurilor sale mentale și fizice. Ca să înrăutățească situația, George nu a avut succes ca avocat, iar cuplul s-a certat aprig din cauza banilor.
În primii ani de căsătorie, Caroline și-a folosit frumusețea, inteligența și legăturile politice pentru a deveni o gazdă importantă a societății. Comportamentul său neortodox și conversația sa sinceră au ridicat multe sprâncene în înalta societate engleză din secolul al XIX-lea; și-a făcut dușmani și admiratori în egală măsură. Printre prietenii ei s-au numărat personalități literare și politice precum Samuel Rogers, Edward Bulwer-Lytton, Edward Trelawny, Abraham Hayward, Mary Shelley, Fanny Kemble, Benjamin Disraeli, viitorul rege Leopold I al Belgiei și William Cavendish, al șaselea duce de Devonshire. De asemenea, mai târziu, a afirmat că a luat parte la marșul de protest al Martirilor Tolpuddle din 1834.
În ciuda geloziei și a mândriei sale, George și-a încurajat soția să își folosească legăturile pentru a-i promova cariera. Datorită influenței ei, în 1831, George a fost numit magistrat al poliției metropolitane. În acei ani, Caroline s-a orientat spre proză și poezie ca mijloc de a-și elibera emoțiile interioare și de a câștiga bani. Prima ei carte, The Sorrows of Rosalie (1829), a fost bine primită. A urmat în curând The Undying One (1830), o poveste de dragoste bazată pe legenda Evreului Rătăcitor. Între 1832 și 1837 a editat The Court Magazine and Belle Assemblée. În 1843, i-a solicitat lui Sir Robert Peel postul de Poet Laureat după moartea lui Robert Southey, dar nu a avut succes.

## Separarea și scandalul Melbourne
În 1836, Caroline și-a părăsit soțul. Ea a reușit să supraviețuiască din câștigurile ei ca autoare puțin timp, dar George le-a revendicat ca fiind ale lui, argumentând acest lucru cu succes în instanță. Neplătită cu nimic de soțul ei, si cu câștigurile confiscate, Caroline a folosit legea în avantajul ei. A făcut facturi pe numele soțului ei și le-a spus creditorilor, atunci când aceștia au venit să le încaseze, că dacă doresc să fie plătiți, îl pot da în judecată pe soțul ei.
La scurt timp după ce s-au despărțit, George și-a răpit fiii, ascunzându-i cu rude în Scoția și, mai târziu, în Yorkshire, refuzând să îi spună lui Caroline unde se află aceștia. George a acuzat-o pe Caroline de participarea la o relație intimă cu un prieten apropiat, Lord Melbourne, pe atunci prim-ministru Whig. Inițial, George a cerut 10.000 de lire sterline de la Melbourne, dar acesta a refuzat să fie șantajat, iar George l-a dat în schimb în judecată pe prim-ministru.

Lordul Melbourne i-a scris lui Lord Holland: "Adevărul este că [George] este o brută proastă, iar ea nu avea nici temperamentul, nici disimularea suficientă pentru a-i permite să se descurce cu el". În ciuda acestei recunoașteri, în speranța de a evita un scandal și mai grav, el a rugat-o pe Caroline să se întoarcă la George, insistând că "o femeie nu ar trebui să se despartă niciodată de soțul ei cât timp poate rămâne cu el". Lordul Melbourne a cedat câteva zile mai târziu, declarând că a înțeles decizia ei de a pleca:
Acest comportament din partea lui pare perfect de nejustificat... Știi că întotdeauna te-am sfătuit să suporți totul și să rămâi până la sfârșit. Am crezut că e cel mai bine așa. Mă tem că nu mai este posibil. Rupturile deschise de acest gen sunt întotdeauna de deplâns, dar ai consolarea că ai făcut tot posibilul pentru a evita această extremă cât mai mult timp posibil.
La finalul unui proces de nouă zile, juriul a respins cererea lui George, dând dreptate lui Melbourne, dar publicitatea aproape că a dus la căderea guvernului. Scandalul s-a stins în cele din urmă, dar nu înainte ca reputația lui Caroline să fie ruinată și prietenia ei cu Melbourne distrusă. George a continuat să o împiedice pe Caroline să-și vadă cei trei fii și a blocat-o de la primirea divorțul. Conform legii engleze din 1836, copiii erau proprietatea legală a tatălui lor și Caroline nu prea avea ce să facă pentru a redobândi custodia.

## Activitate politica
Caroline s-a confruntat în curând cu o tragedie suplimentară: moartea fiului ei cel mic, William, în 1842. Copilul, care călărea singur, a căzut de pe cal și a fost rănit. Potrivit lui Caroline, rănile copilului au fost minore, dar nu au fost tratate corespunzător și s-a produs septicemia. George, dându-și seama că copilul era aproape de moarte, a trimis după Caroline. Din păcate, William a murit înainte ca aceasta să ajungă în Scoția. Caroline l-a învinuit pe George pentru moartea copilului, acuzându-l de neglijență. După moartea lui William, George i-a permis lui Caroline să își viziteze fiii, dar și-a păstrat custodia deplină și toate vizitele ei erau supravegheate.
Din cauza situației sale familiale dezastruoase, Caroline s-a implicat puternic în adoptarea de legi care să promoveze justiția socială, în special cele care acordă drepturi femeilor căsătorite și divorțate. Poeziile sale "A Voice from the Factories" (1836) și "The Child of the Islands" (1845) se axează pe opiniile sale politice.

Atunci când Parlamentul a dezbătut reforma divorțului în 1855, Caroline a prezentat deputaților o relatare detaliată a propriei sale căsătorii și a descris dificultățile cu care se confruntă femeile ca urmare a legilor existente.
O soție de origine engleză nu poate părăsi casa soțului ei. Nu numai că acesta o poate da în judecată pentru restituirea "drepturilor conjugale", dar are dreptul să intre în casa oricărui prieten sau rudă la care se refugiază... și să o ia cu forța...
În cazul în care soțul ei inițiază o procedură de divorț, ea nu are, în primă instanță, dreptul de a se apăra singură... Nu este reprezentată de un avocat și nici nu i se permite să fie considerată parte la procesul dintre el și presupusul ei amant, pentru "daune".
Dacă o soție engleză se face vinovată de infidelitate, soțul ei poate divorța de ea pentru a se recăsători; dar ea nu poate divorța de soț, a vinculo, oricât de desfrânat ar fi acesta....

Acei dragi copii, a căror pierdere a căror pași bătătoriți și glasuri dulci ocazionale făceau ca liniștea din noua mea casă [a mea] să fie intolerabilă ca chinul morții... ce am suferit în privința acelor copii, Dumnezeu știe... sub legea diabolică care permite oricărui om, din răzbunare sau din interes, să ia copiii de lângă mamă.
În principal datorită campaniei intense a lui Caroline, care a inclus o scrisoare către Regina Victoria, Parlamentul a adoptat Legea privind custodia copiilor din 1839, Legea privind cauzele matrimoniale din 1857 și Legea privind proprietatea femeilor căsătorite din 1870, la care a lucrat împreună cu sufragista Barbara Bodichon. Un biograf recent, Diane Atkinson, notează că, spre deosebire de 1839 și 1857, Caroline nu a jucat niciun rol în campania pentru legea din 1870. Conform Legii privind custodia copiilor, soțiilor separate legal sau divorțate, cu condiția să nu fie găsite vinovate de conversație penală, li s-a acordat custodia copiilor lor până la vârsta de șapte ani și, ulterior, accesul periodic. Legea se aplica numai în Anglia, Wales și Irlanda. În timp ce Caroline ar fi putut spera să obțină custodia fiului ei cel mai mic și dreptul de vizită la fiii ei mai mari, care aveau șapte și zece ani când legea a fost adoptată, soțul ei a insistat ca aceștia să rămână în Scoția.
Legea a acordat femeilor căsătorite, pentru prima dată, un drept asupra copiilor lor. Cu toate acestea, deoarece femeile trebuiau să depună o petiție la Court of Chancery, în practică puține femei aveau mijloacele financiare necesare pentru a-și exercita drepturile. Legea privind cauzele matrimoniale a reformat legislația privind divorțul, făcând, printre altele, divorțul mai accesibil, și a stabilit un model de căsătorie bazat pe contract. Legea privind proprietatea femeilor căsătorite din 1870 a permis femeilor căsătorite să moștenească bunuri și să acționeze în instanță în nume propriu. Legea a acordat femeilor căsătorite din Regatul Unit, pentru prima dată, o identitate juridică separată de cea a soțului lor.
În 1849, Daniel Maclise și-a terminat fresca Justiției din Camera Lorzilor, pentru care Caroline a fost model. El a ales-o pe aceasta ca pe una văzută de mulți ca o victimă celebră a nedreptății. Vechiul prieten al lui Caroline, Lord Melbourne, s-a opus reformelor pentru care aceasta a luptat. El a fost certat pentru opoziția sa de către regina Victoria; regina a scris că el și-a apărat acțiunile, declarând: "Nu cred că ar trebui să dai prea multe drepturi unei femei... nu ar trebui să existe două puteri conflictuale... bărbatul ar trebui să aibă dreptul într-o familie".
În timp ce Caroline a luptat pentru a extinde drepturile legale ale femeilor, a evitat să continue activismul social și nu a fost interesată de mișcarea femeilor din secolul al XIX-lea în probleme precum dreptul femeilor la vot. De fapt, într-un articol publicat în The Times în 1838, ea a combătut afirmația că ar fi fost o "radicală": "Poziția naturală a femeii este inferioritatea față de bărbat. Amin! Acesta este un lucru stabilit de Dumnezeu, nu conceput de om. Eu cred sincer în asta, ca parte a religiei mele. Nu am pretins niciodată doctrina sălbatică și ridicolă a egalității".

## Viața de mai târziu
Se spune că Caroline ar fi avut o relație de cinci ani cu un politician conservator proeminent, Sidney Herbert, la începutul anilor 1840, dar Herbert s-a căsătorit cu o altă femeie în 1846. La vârsta mijlocie, s-a împrietenit cu scriitorul George Meredith. Ea a servit drept sursă de inspirație pentru Diana Warwick, eroina inteligentă și temperamentală din romanul lui Meredith, Diana din Crossways, publicat în 1885. Norton a devenit în cele din urmă liberă odată cu moartea lui George în 1875. S-a căsătorit cu un vechi prieten, scriitorul istoric și politicianul scoțian Sir W. Stirling Maxwell, în martie 1877. Caroline a murit la Londra trei luni mai târziu.

## Familie și urmași
Fiul cel mare al Carolinei, Fletcher Norton, a murit de tuberculoză la Paris, la vârsta de 30 de ani. Ea a fost devastată de această pierdere.
În 1854, fiul ei rămas, Thomas Brinsley Norton, s-a căsătorit cu o tânără italiancă, Maria Chiara Elisa Federigo, pe care a cunoscut-o la Napoli. Thomas a suferit, de asemenea, de o sănătate precară și și-a petrecut o mare parte din viață ca invalid, depinzând de mama sa pentru asistență financiară. În ciuda acestui fapt, a trăit suficient de mult pentru a-i succeda unchiului său ca al patrulea Baron Grantley de Markenfield. Lordul Grantley a decedat, de asemenea, înaintea mamei sale, murind în 1877.
Fiul său, John Norton, a moștenit titlul și proprietățile. Al 5-lea Lord Grantley a fost numismat și membru al Societății Anticarilor din Londra, al Societății Regale Numismatice și al Societății Numismatice Britanice. A adunat o mare colecție de monede și a cultivat orhidee. Nepotul lui Caroline Norton a provocat un scandal în 1879, fugind cu soția unui alt bărbat, fosta Katharine McVickar, fiica unui bogat agent de bursă american. Soțul părăsit era vărul mai mare al celui de-al 5-lea Lord Grantley, maiorul Charles Grantley Campbell Norton. Căsătoria lui Katharine cu Charles a fost anulată, iar Katharine și John s-au căsătorit în luna noiembrie a aceluiași an, cu cinci zile înainte de nașterea primului lor copil. În ciuda introducerii sale scandaloase în societatea britanică, Katharine a devenit o gazdă londoneză de succes.

## Comemorare
In Aprilie 2021 English Heritage announced that Caroline Norton was one of six women to be honoured that year with a blue plaque marking her central London home for over 30 years. It was unveiled on 3 Chesterfield Street, Mayfair by Antonia Fraser.

## Lucrări

### Pamflete politice
- A Voice from the Factories, 1836
- Separation of Mother and Child by the Laws of Custody of Infants Considered, 1837
- A Plain Letter to the Lord Chancellor on the Infant Custody Bill, 1839
- Letters to the Mob, 1848
- English Laws for Women in the Nineteenth Century, 1854
- A Letter to the Queen on Lord Chancellor Cranworth's Marriage & Divorce Bill, 1855
- A Review of the Divorce Bill of 1856, with propositions for an amendment of the laws affecting married persons, 1857

### Colecții de poezie
- The Sorrows of Rosalie: A Tale with Other Poems, 1829
- I Do Not Love Thee, 1829
- The Cold Change, 1829
- The Undying One and Other Poems, 1830
- The Faithless Knight, 1830
- The Dream, and Other Poems, 1840
- The Child of the Islands, 1845
- Aunt Carry's Ballads for Children, 1847
- Bingen on the Rhine, undated: "Copyrighted 1883 by Porter & Coates, Philadelphia"
- The Centenary Festival, 1859
- The Lady of La Garaye, 1862

### Romane
- The Dandies Rout, 1825
- The Wife, and Woman's Reward, 3 volume, 1835
- Stuart of Dunleath, 1851
- Lost and Saved, 3 volume, 1863
- Old Sir Douglas. 3 volume, 1866

### Piese de teatru
- The Gypsy Father, 1830
- Vathek, bazat pe romanul lui William Beckford, 1830. În Notes & Queries, ediția din martie 2017, 86-95 ("The Lost Manuscript of Caroline Norton's Vathek"), Robert J. Gemmett oferă dovezi convingătoare că manuscrisul lui Norton al acestei piese ar fi putut supraviețui.

## Vezi și
- Diana din Crossways de George Meredith